# ليتل بللينغتون (تشيشير)
ليتل بللينغتون (بالإنجليزية: Little Bollington)‏ هي أبرشية مدنية تقع في المملكة المتحدة في إنجلترا.  يقدر عدد سكانها بـ 162 نسمة .